# Matej Šebenik
Matej Šebenik est un joueur d'échecs slovène né le 28 août 1983 à Ljubljana, deux fois champion de Slovénie.
Au 1er octobre 2024, il est le cinquième joueur slovène avec un classement Elo de 2 525 points.

## Biographie et carrière
Grand maître international depuis 2012, Matej Šebenik a remporté le tournoi open de Saint-Sébastien (Espagne) en 2009.
Il finit deuxième du mémorial Milan Vidmar (également championnat de Slovénie) en 2009. Il remporte le championnat de Slovénie d'échecs en 2014 et 2022.
Matej Šebenik a représenté la Slovénie lors de huit olympiades : en 2002, puis sept fois de 2010 à 2024.  La Slovénie finit neuvième de la compétition en 2024 (avec l'aide de deux joueurs russes (Fedosseïev et Demtchenko).
Il a participé à sept Coupes Mitropa de 2005 à 2013, remportant la médaille d'or par équipe en 2005 et trois médailles d'or individuelles.